# Gostynin
Gostynin é um município da Polônia, na voivodia da Mazóvia e no condado de Gostynin. Estende-se por uma área de 32,40 km², com 18 842 habitantes, segundo os censos de 2016, com uma densidade de 581,5 hab/km².